# Władysław Krupa
Władysław Krupa (29 dicembre 1899 – 22 marzo 1969) è stato un calciatore polacco, di ruolo centrocampista.

## Carriera

### Club
Ha giocato tutta la carriera nel campionato polacco.

### Nazionale
Con la Nazionale ha preso parte alle Olimpiadi del 1924.